# Pietro Naselli
Pietro Naselli (Palermo, 11 luglio 1782 – Napoli, 16 dicembre 1862) è stato un arcivescovo cattolico italiano, Grande di Spagna di prima classe.

## Biografia
Nato dalla nobile famiglia dei Naselli ed Alliata, principi d'Aragona, si forma nell'oratorio di san Filippo Neri a Palermo.
Il 19 dicembre 1807 viene ordinato sacerdote.
Il 15 febbraio 1838 papa Gregorio XVI lo nomina vescovo di Piazza Armerina; viene consacrato il 18 marzo dello stesso anno a Monreale dall'arcivescovo metropolita di Monreale Domenico Benedetto Balsamo.
Il 13 luglio 1840 rassegna le dimissioni perché nominato Cappellano maggiore del Regno delle Due Sicilie da re Ferdinando II; contestualmente viene nominato arcivescovo titolare di Nicosia da papa Gregorio XVI.
Muore a Napoli il 16 dicembre 1862.

## Genealogia episcopale
La genealogia episcopale è:
- Cardinale Scipione Rebiba
- Cardinale Giulio Antonio Santori
- Cardinale Girolamo Bernerio, O.P.
- Arcivescovo Galeazzo Sanvitale
- Cardinale Ludovico Ludovisi
- Cardinale Luigi Caetani
- Cardinale Ulderico Carpegna
- Cardinale Paluzzo Paluzzi Altieri degli Albertoni
- Papa Benedetto XIII
- Papa Benedetto XIV
- Cardinale Enrico Enriquez
- Arcivescovo Manuel Quintano Bonifaz
- Cardinale Buenaventura Córdoba Espinosa de la Cerda
- Cardinale Giuseppe Maria Doria Pamphilj
- Cardinale Tommaso Arezzo
- Arcivescovo Domenico Benedetto Balsamo, O.S.B.
- Arcivescovo Pietro Naselli, C.O.